# Go'Yar
Go'Yar (ook: Goha) is een dorp in het noorden van het District Oodweyne, regio Togdheer, in de niet-erkende staat Somaliland (en dus formeel gelegen in Somalië).

Go'Yar bestaat uit twee parallelle straatjes. Het ligt op 1492 m. hoogte aan de zuidzijde van het Golis gebergte (Qar Golis) aan een rivierbedding waar kleinschalige landbouw plaatsvindt die met omheiningen is afgeschermd tegen grazend vee. Op gezette intervallen zijn er doorgangen gemaakt zodat vee de bedding kan oversteken. Ten noorden van het dorp ligt een cluster veekralen.